# 6÷2(1+2)

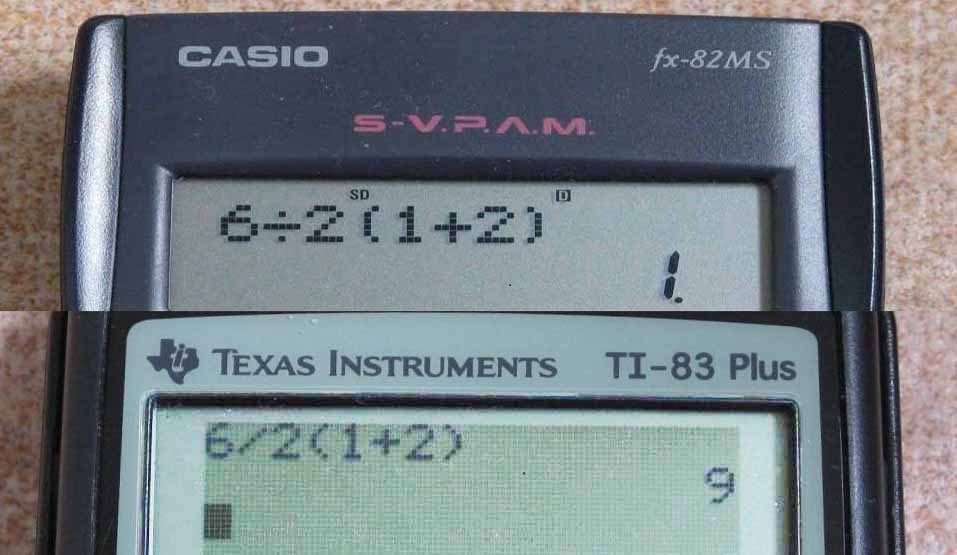
不同型號的計算機得出相異的答案。不同廠牌的計算機或手機應用亦會出現類似情況。

{\displaystyle 6\div 2(1+2)}是自2011年開始，在網路上流傳的一個數學題目，吸引了數百萬名網友回答。題目因計算觀點的不同會出現{\displaystyle 9}或{\displaystyle 1}兩種答案。

## 觀點

### 歷史問題
美國史丹佛大學教授塔沃克（Presh Talwalkar）在2016年拍攝的短片指，按1917年以前的數學規則，碰到除法時，會將左邊整個算式除以右邊整個算式（即將{\displaystyle 2(1+2)}視為一個項），故而此算式在1917年前須先計算{\displaystyle 2(1+2)}部分方為正確，故在1917年前，此算式的答案是1。
在1917年的《數學公報》建議在數學系統加入括號，然後乘除平級，解決這個問題。

### 代數
此題以代數觀點來看，{\displaystyle 2(1+2)}為一個項，可表為{\displaystyle 6\div 2x,x=(1+2)}的形式，也就是說 {\displaystyle 2(1+2)} 是不可拆散的。此算法結果為{\displaystyle 1}。但乘法中提到代数中，乘號經常省略掉，形式如{\displaystyle 5x}和{\displaystyle xy}。若變數多於一個字母，容易使人混淆。這種表示法不會用於只有數字時，即{\displaystyle 5\times 2}不會表示成{\displaystyle 52}。

### 四則運算
此題若不以代數觀點看（但非代數算式中乘號是不得省略的），會被看作 {\displaystyle 6\div 2\times (1+2)}，那麼依照四則運算規則該先算括號部分，再由左至右按「先乘除後加減」來算。此算法結果為{\displaystyle 9}。此外，Google搜尋、Wolfram Alpha和Mathematica的計算結果也為{\displaystyle 9}。
四則運算說法較為爭議，例如{\displaystyle 2x\div 2x=1}，不可以自行添加乘號，變成{\displaystyle 2x\div 2\times x=x^{2}}。

### 優先隱乘
部分計算機視隱乘不同於一般乘法，並會優先執行隱乘，例如Casio fx-3650P，故得出 {\displaystyle 6\div 2(1+2)=6\div 6=1}，但亦有部分計算機會先將隱乘轉換為一般乘法，再由左至右執行，故得出{\displaystyle 6\div 2(1+2)=6\div 2\times 3=9}。
此外，作為中序運算式，此算式在轉換為後序或前序運算式時也會出現問題。

### 表達不規範
中華民國教育部的學者指出，問題癥結在於算式表達不清，出題者可以是把{\displaystyle 2}作為{\displaystyle (1+2)}的系数，又或是把{\displaystyle 2(1+2)}當成{\displaystyle 2\times (1+2)}的簡寫，這就造成了{\displaystyle 1}和{\displaystyle 9}的差別。如果改正問題，便可避免爭議。
但要記住非代數算式中乘號是不得省略的。

## 外部連結
- Google 對6÷2(1+2)的計算結果 （页面存档备份，存于）
- Wolfram Alpha 對6÷2(1+2)的計算結果（页面存档备份，存于）
- What Is the Answer to That Stupid Math Problem on Facebook? by Tara Haelle（页面存档备份，存于）